# Лекхрадж Кхубчанд Крипалани
Лекхрадж Кхубчанд Крипалани (хинди लेखराज खूबचंद कृपलानी IAST: lekharāja khūbacaṃda kṛpalānī, 15 декабря 1884, Хайдарабад, Синд, Британская Индия — 18 января 1969, Маунт-Абу, Раджастхан, Индия), также известен как Дада Лекхрадж (хинди दादा लेखराज IAST: dādā lekharāja, англ. Dada Lekhraj), Праджапита Брахма, Ом Баба и Брахма Баба (санскр. ब्रह्मा बाबा IAST: brahmā bābā) — индийский бизнесмен и религиозный деятель, основатель международного религиозно-общественного движения «Брахма Кумарис».

## Мирская жизнь
Родился 15 декабря 1884 года в одной из деревень близ города Хайдарабад провинции Синд Британской Индии (на территории современного Пакистана) в семье сельского учителя, исповедовавшего индуизм. Лекхрадж получил хорошее образование, владел тремя языками: синдхи, хинди и английским, мог читать «Гуру Грантх Сахиб» на гурмукхи, был религиозным человеком, благотворителем, трезвенником и вегетарианцем — во всяком случае, так описывают жизнь Лекхраджа его последователи. До создания собственной религиозной школы Лекхрадж, как и его родители, был последователем индуистской школы пуштимарга — одного из направлений вайшнавизма.
По рождению Лекхрадж принадлежал к общине синдхварков (IAST: sindhvarkī) джати лохана варны вайшьев. Во второй половине XIX века это была элита торговцев и ремесленников Хайдарабада; многие синдхварки занимались межрегиональной и международной торговлей и весьма преуспели в ней, став одними из самых богатых людей этого города. Лекхрадж тоже занимался бизнесом, достиг успеха в торговле алмазами и ювелирном деле. Занятие ювелирным делом способствовало доверительному общению со многими женщинами — заказчицами украшений (при том, что в традиционном индийском обществе любое общение женщины с неродственным ей мужчиной воспринимается подозрительно и строго ограничивается). Другими заказчиками драгоценных камней и дорогих украшений были королевские семьи раджей и махараджей, и Лекхрадж был вхож во многие дворцы. Этот опыт мог во многом повлиять на его последующую религиозную деятельность: более глубокое, чем у большинства мужчин его класса и времени, понимание женщин и женских проблем помогло ему успешно управлять организацией, в которой женщины составляли большинство и занимали руководящие должности. Королевские символы и эстетика дворцов заметны в образах рая и золотого века в учении Лекхраджа, а образы ада и наказания он мог заимствовать из суетной космополитичной жизни торговцев Синда.
Отец пятерых детей.
В 1930-е годы Лекхрадж был очень религиозным мирянином, прислушивался к советам своего гуру, проводил сатсанги — религиозные собрания, на которых изучались индуистские священные тексты.
Лекхрадж рассказывал, что в 1935—1936 году он пережил яркий религиозный опыт в виде внезапных непроизвольных трансов и видений; у него было чувство, что он соприкоснулся с Богом (Высшей душой); в то же самое время он испытал себя в этом соприкосновении как вечная душа в тесной связи с Высшей Душой. Потом Лекхрадж увидел четырёхрукого Вишну и бестелесного Шиву. Случались и апокалиптические видения. Как отметил религиовед Фрэнк Вейлинг (англ. Frank Whaling), видения Лекхраджа были оригинальными, их нельзя было предвидеть. Во время одного из таких состояний жена и невестка Лекхраджа, бывшие с ним в одной комнате, увидели красный свет, исходящий из его глаз. Впрочем, всё, что касается мистического опыта Лекхраджа, известно из его собственных записей или со слов его последователей; независимые свидетельства не найдены. Домашние Лекхраджа пугались подобного опыта и не понимали полученных им откровений, изменений в его духовном состоянии. Но многие другие люди заинтересовались, стали приходить к Лекхраджу в его дом в Хайдарабаде и слушать его рассказы; некоторые сами пережили подобные состояния и видели видения. Большинство слушателей составляли женщины из семей богатых торговцев. Своего учителя они стали называть «Ом Баба» (IAST: Om Bābā).

## «Брахма кумарис»
Под влиянием видений и изменённых состояния сознания, Лекхрадж, имея капитал в 1 миллион индийских рупий, оставил свой бизнес и занялся созданием новой религиозной организации, новой индуистской духовной школы, которой посвятил свою оставшуюся жизнь.
Первоначально основанная Лекхраджем организация называлась «Ом Мандали», состояла из его родственников, друзей и соседей и базировалась в Хайдарабаде, но в дальнейшем она стала международным религиозно-общественным движением «Брахма Кумарис», существующим и в наши дни.
Умер 18 января 1969 года в городе Маунт-Абу штата Раджастхан независимой Индии, незадолго до того, как были открыты центры «Брахма Кумарис» в Лондоне и Гонконге.